# 印加港區
9°22′52″S 74°57′51″W / 9.3811°S 74.9643°W
印加港區（西班牙語：Distrito de Puerto Inca），是秘魯的一個區，位於該國中部瓦努科大區的印加港省，始建於1956年2月2日，面積2,071.2平方公里，海拔高度175米，2005年人口8,845，人口密度每平方公里4.3人。